# Tapian Nauli I (Sipahutar)
Tapian Nauli I is een bestuurslaag in het regentschap Tapanuli Utara van de provincie Noord-Sumatra, Indonesië. Tapian Nauli I telt 834 inwoners (volkstelling 2010).